# Skolerne på Lolland-Falster
|  | Denne artikel er oprettet af botten Steenthbot ud fra en ekstern database. Den kan derfor have sproglige fejl eller mangler. Denne skabelon kan fjernes efter kontrol af indholdet. |

Skolerne på Lolland-Falster er en dansk dokumentarisk optagelse.

## Handling
Optagelser fra forskellige skoler på Lolland-Falster. Billeder af leg i skolegården. Undervisning i sløjd, håndarbejde, husholdningslære, musik og gymnastik med hop over buk i slowmotion. Rundbold i skolegården og anden leg. Skøjtning på frossen sø. Drengegymnastik i sal med reb-øvelser i slowmotion. Piger springer over træplint m.m. Fra omkring 1950'erne.